# Бамфучиле, Бен
Бен Бамфучиле (12 апреля 1960 года Северная Родезия, — 27 декабря 2007 года Китве-Нкана, Замбия) — замбийский футболист и тренер.

## Биография
Всю свою карьеру Бамфучиле провел в клубе «Нкана», в составе которого он неоднократно становился чемпионом страны. Защитник вызывался в состав сборной Замбии. Завершив свою карьеру, Бамфучиле вошел в тренерский штаб «Нканы», а вскоре он самостоятельно возглавил клуб. Позднее он успешно работал с другим местным коллективом «Пауэр Дайнамоз», а также возглавлял национальную сборную страны. Несмотря на сложные условия, Бамфучиле в 2000 году вывел замбийцев в финальную часть Кубка африканских наций.
Позднее специалист входил в тренерский штаб сборной, а в 2006 году он возглавил Намибию. Под руководством Бамфучиле сборная добилась огромного прогресса и впервые за 12 лет пробилась в финальный этап Кубка африканских наций.

## Ухудшение здоровья и смерть
В августе 2007 года стало известно об ухудшении здоровья Бена Бамфучиле. Из-за болезни он не мог присутствовать на некоторых матчах сборной Намибии. 4 декабря того же года несмотря на непререкаемый авторитет (в стране Бамфучеле принимали, как национального героя) специалист был заменен у руля национальной команды на голландца Ари Сханса. Об уходе с поста главного тренера Бамфучиле объявил на страницах одной из местных газет. Однако спустя несколько дней тренер отрекся от своих слов и заявил, что в связи с болезнью он не помнит о выступлении. Тем не менее замбиец уехал из Намибии и отправился на лечение на родину. 27 декабря Бен Бамфучиле скончался на 48-м году жизни в городе Китве-Нкана У него осталась супруга и шестеро детей.

## Достижения

### Футболиста
- Чемпион Замбии (6): 1982, 1983, 1985, 1986, 1988, 1989.
- Обладатель Кубка Замбии (2): 1986, 1989.

### Тренера
- Чемпион Замбии (2): 1993, 1997.
- Обладатель Кубка Замбии (2): 1993, 1997.
- Обладатель Кубка Вызова (1): 1993.